# Форстмерен
Форстмерен (нім. Forstmehren) — громада в Німеччині, розташована в землі Рейнланд-Пфальц. Входить до складу району Альтенкірхен. Складова частина об'єднання громад Альтенкірхен.
Площа — 1,61 км2. Населення становить 143 ос. (станом на 31 грудня 2020).